# ISO 8601
ISO 8601 Data elements and interchange formats — Information interchange — Representation of dates and times — міжнародний стандарт, що описує обмін інформацією про дати та час, а також деякими іншими даними, що пов'язані з часом; створений у Міжнародній організації зі стандартизації (ISO) та вперше опублікований у 1988 році. Завдання стандарту — надати недвозначний та добре описаний метод представлення часу і дати, для уникнення неправильних тлумачень їх числових представлень, особливо коли дату передають між країнами з різними усталеними форматами запису дати й часу.
Стандарт впорядковує дані так, що довший часовий відрізок (рік) з'являється в рядку даних перед коротшими, і поступово уточнюється до найкоротших (секунд); також описує метод для передачі часової інформації між різними часовими поясами, додаючи зміщення UTC.